# アピタ守谷店
アピタ守谷店（アピタもりやてん）は茨城県守谷市久保ケ丘二丁目のショッピングセンター内にかつて存在し、核店舗となっていた総合スーパーである。2009年（平成21年）2月に改称される前のSC名称はサンテラス守谷と称した。

## 概要
常総ニュータウン北守谷の開発に伴い建設された。建設時は周辺にスーパー等がなかったが、北守谷地区及び周辺地区の日常生活に必要なものを扱う商業施設として、「ユニー守谷店」を核店舗として開店した。現在は近隣に商業施設が多数あるが、かつては北守谷地区の日常的な商業施設としての地位を保っていた。
1993年（平成5年）6月23日に延床面積を約2.3倍の約18,000m2に増床、新たにSC名を「サンテラス守谷」とし、改装開店した。
ピーク時と比較して、売り上げが半減したとの理由により、2016年（平成28年）2月に閉店となった。施設の1階から2階にわたり存在した閉店後の跡フロアは北守谷連絡協議会が中心となって、守谷市議会や施設所有者の「新都市サービス」に後継商業施設の誘致を請願していたが、カスミが出店を決め、「フードスクエアカスミ守谷久保ヶ丘店」が同年11月25日にオープンしている。
なお、核店舗の閉店であり、別棟のテナントである常陽銀行北守谷出張所のほか、一部のテナントはアピタの閉店後も営業していた。

## アピタ閉鎖時点の主要テナント
- 手作りパン セシル（10:00-20:00、定休日・水曜日）
- ドトール（9:00-20:00）
- サンテラスデンタルクリニック（月曜日 - 土曜日 10:00-14:00 / 16:00-20:00、日曜日 10:00-14:00）

### 専門店

#### ファッション
- ジュアン
- 誠美堂
- 東京デリカ
- マミーリブレ

#### 暮らし
- 良文堂書店
- キクチメガネ
- 長生堂薬局
- ぷーぷー
- DAISO

#### グルメ
- やぐるま
- 亀じるし
- マクドナルド
- ひなまつり
- ピーコック
- トレビの泉

#### サービス
- めばえ教室
- サンリフォーム
- ゆたか
- 日旅サービス
- 学園化学
- ガルー
- 宝くじ
  - 詳細は ショップガイド 参照（リンク切れ）

## 各種サービス
- 車椅子の貸し出し及び専用駐車場を設置。
- 多目的対応トイレ設置。

## 交通アクセス

### 自動車
- 常磐自動車道谷和原I.Cより5分
- 守谷市文化会館交差点脇

### 鉄道・バス
- 関東鉄道常総線新守谷駅下車徒歩15分
- 関東鉄道バス｢久保ケ丘一丁目｣下車徒歩2分